# 拉索斯納河
53°40′40″N 23°46′41″E / 53.6777°N 23.7781°E
拉索斯納河是東歐的河流，流經白俄羅斯和波蘭，屬於尼曼河的左支流，處於明斯克以西250公里，河道全長46公里，流域面積468平方公里。